# 塩税
塩税（えんぜい）は、食塩に掛けられた税金のこと。古来より世界的に見られた税種の1つであり、しばしば専売制という形も取られた。古くは古代ギリシャで見られ、中近世ではフランス王国における塩税が知られている。特にそのフランスのものを指す場合にはガベル（フランス語: Gabelle du sel）とも呼ばれる。
本稿ではフランス王国における塩税（ガベル）を主に解説する。

## 概要
生命維持に必要不可欠であるということ、また生産が比較的集中的に行われるという性格から、塩は支配権力にとって普遍的な収入源をなしている。徴収が生産量・販売量に基づく間接税の形態をとる事はむしろまれで、一般的には承認などに対する請負、あるいは支配権力による専売の形がより多く見られる。塩からの税収をいかに確保するかという主体の問題とともに何者が確保するかという問題は、国家形成、中央集権化の過程と密接にかかわると同時に、中央権力と地方権力の関係性をも色濃く反映している。
塩税には地域的な格差があった。塩税の導入のためにフランスは6個の地域に分割され高率の税を払う地域や完全に免除される地域もあった。これらは大塩税（ガベル）地方、小塩税地方、免除地方などに分かれていた。
「ガベル」の語源はロマンス語やアラビア語とする意見がある。課税を意味し、毛織物のガベル、葡萄酒のガベルなどの言い回しは13世紀からで、塩のガベルは1341年の王令より始まる。

## 歴史

フランス革命が起きた1789年時点での、フランス各地における塩税の状況。
塩税の税率に地域差があったため、後述のように（税率が低いか免除されている地域から、税率が高い地域への）密輸・密売が後を絶たなかった。

フィリップ6世が1341年3月に「王国において見つけられる限りの塩を抑え、塩倉庫を建てて、適切な給金の役人にその管理をゆだねよ」と発したことによりガベルの原則が打ち出された。
税制について、それ以前は臨時的だった租税制度が向上した最初の契機は1355年12月にパリで開催された北フランス三部会による消費税課税の承認である。このとき北フランスを対象として戦費のための1年間の課税が承認され、価格1リーヴルあたり8ドゥニエ（税率3.3％）の「消費税」と「塩税」が設定された。これによって3万人の軍隊を一年間養うための費用として500万リーヴルという巨額を集めることが期待された。これ以降国王による課税は恒常化していくことになる。南フランスでは1359年3月のモンペリエと9月のカルカッソンヌにおける南仏三部会において、塩税が導入されることになった。その後1366年シャルル5世の王令によって、塩は王の塩倉庫に集積され税金が価格に上乗せされるという定式が確立した。以降フランス革命期の1790年に廃止されるまで続いた。
また、フランス元帥であったヴォーバン(1633年〜1707年)はガベルを六つの理由で厳しく糾弾した。
(1)製塩所は王家のものではない。
(2)製塩所は監視が不十分であるか、全く監視されていない。
(3)(4)多くの個人や集団が塩に関する特権を享受しており、余剰な塩を売買している。
(5)ガベルが課されていない地方があるため、（ガベルが課せられた地方に安い塩が流入するのを防ぐために）県境に軍隊を駐留させる必要があり、これに経費がかかっている。
(6)塩の価格の地域格差が密売をはびこらせる原因になっている。